# Only Built 4 Cuban Linx...
Only Built 4 Cuban Linx... är Raekwons debutalbum som soloartist, släppt 1 augusti 1995 på Loud Records. Ghostface Killah medverkar på tolv av 18 spår och albumets omslag tillsammans med Raekwon.
Albumet ses som en av pionjärerna som återskapade mafioso rapen på 1990-talet.

## Låtlista
| Nr           | Titel                                                             | Längd |
| ------------ | ----------------------------------------------------------------- | ----- |
| 1.           | Striving for Perfection                                           | 1:43  |
| 2.           | Knuckleheadz (med Ghostface Killah & U-God)                       | 4:03  |
| 3.           | Knowledge God                                                     | 4:24  |
| 4.           | Criminology (med Ghostface Killah)                                | 3:47  |
| 5.           | Incarcerated Scarfaces                                            | 4:42  |
| 6.           | Rainy Dayz (med Ghostface Killah & Blue Raspberry)                | 6:02  |
| 7.           | Guillotine (Swordz) (med Inspectah Deck, Ghostface Killah & GZA)  | 4:22  |
| 8.           | Can It Be All So Simple (Remix) (med Ghostface Killah)            | 5:38  |
| 9.           | Shark Niggas (Biters)                                             | 1:38  |
| 10.          | Ice Water (med Ghostface Killah & Cappadonna)                     | 3:38  |
| 11.          | Glaciers of Ice (med Masta Killa & Ghostface Killah)              | 5:20  |
| 12.          | Verbal Intercourse (med Nas & Ghostface Killah)                   | 3:31  |
| 13.          | Wisdom Body (med Ghostface Killah)                                | 2:38  |
| 14.          | Spot Rusherz                                                      | 3:13  |
| 15.          | Ice Cream (med Method Man, Ghostface Killah & Cappadonna)         | 4:13  |
| 16.          | Wu-Gambinos (med Method Man, RZA, Masta Killa & Ghostface Killah) | 5:39  |
| 17.          | Heaven & Hell (med Ghostface Killah)                              | 4:56  |
| Total längd: | Total längd:                                                      | 69:30 |